# Федеральный конкурс по математике (Германия)

Логотип Федерального конкурса по математике

Федеральный конкурс по математике (нем. Bundeswettbewerb Mathematik BWM) — математический конкурс в Германии для учащихся старших классов.
Наряду с немецкой математической олимпиадой, считается основным математическим конкурсом Германии.
Проводится ежегодно с 1970 года.

## Проведение конкурса
Конкурс рассчитан на школьников немецких школ начиная с 9-го класса, но в нём может принять участие любой ученик.
Также иностранцы могут принимать участие в первых двух турах вне конкурса.

### Первый тур
Первый тур начинается в начале декабря. Участником может стать любой школьник, а также группа до трёх человек. Требуется решить четыре задачи и выслать решения не позднее 1 марта.
Проверка первого тура может длиться до конца июня.
Участники получают решения задач и награждаются дипломами.
Иногда лауреаты получают небольшой приз, например наручные часы, флешку, сумку, дорожный будильник, зонтик, рюкзак и так далее.

### Второй тур
Лауреаты первого тура допускаются к участию во втором. Участники групп должны решать задачи независимо.
Необходимо решить ещё четыре задачи, сложнее чем в первом туре.
Решения следует выслать не позднее 1 сентября, то есть даётся примерно на месяц меньше времени, чем в первом туре.
Проверка решений длится до начала ноября.
Как и в первом туре есть первый, второй и третий дипломы.
Лауреаты получают свои дипломы в начале декабря на региональной церемонии награждения где также разыгрываются денежные призы.
Лауреаты могут быть также приглашены на экзамен немецкую команду на Международной математической олимпиаде.

### Третий тур
Победители с первым дипломом приглашаются на коллоквиум, это примерно часовое собеседование.
На основе него определяются победители.
На число победителей ограничений нет, в среднем это от 10 до 20 человек.
Вручения премий проходит обычно в конце апреля.

## Задачи
Среди четырёх задач одна геометрическая, обычно на планиметрию, но иногда на стереометрию.
Другие задачи, обычно по одной на решение уравнения или неравенства,
комбинаторику и на теорию чисел.

## Специальный конкурс 2008
В 2008 был проведён специальный конкурс, в котором учащиеся должны были сами придумать задачи.